# ماركوس غارسيا بارينو
ماركوس غارسيا بارينو (مواليد 21 مارس 1987 في سانت أنتوني دي بورتماني - إسبانيا) لاعب كرة قدم إسباني يلعب حاليا لصالح نادي الدرجة الأولى ريال بلد الوليد الإسباني منذ 2009 في مركز الجناح الأيسر.
مسيرته مع الاندية
ولد في سان أنتوني دي بورتماني، إيبيزا، جزر البليار، وكان ماركوس يلعب في الشباب فياريال، وانه قدم له مع الفريق الأول لأول مرة يوم 24 سبتمبر 2006 في فوز 3-2 على ضيفه ريال سرقسطة. خلال موسم كان سلاح هجومي مهم بالنسبة للجانب صاحب المركز الخامس في الدوري الأسباني و، في اثنين من يبدأ، وسجل هدفا في الانتصارات على أرضه ضد ريال مدريد (1-0) وبرشلونة (2-0)، ولعب 90 دقيقة في كلتا المناسبتين.
ومع ذلك، سيكون على سبيل الإعارة ماركوس ل2007-08 لمواطنه النادي في دوري الدرجة الأولى ريكرياتيفو، حيث ظهر فقط في نصف مباريات الدوري، هدف في مرمى ريال مورسيا (4-2 فوز على أرضه). عاد إلى فياريال إلا أن تمت إعارته على الفور مرة أخرى، إلى ريال سوسيداد دوري الدرجة الثانية الإسباني
في أواخر يوليو 2009، أصدرت فياريال ماركوس، الذي وقع على الفور عقدا لمدة اربع سنوات مع ريال بلد الوليد أيضا في دوري الدرجة الأولى، وكذلك زميله السابق سيزار أرزو. وفي 17 تشرين الأول انه احرز مرة أخرى ضد ريال مدريد، وإن كان ذلك في 2-4 الهزيمة خارج أرضه.
عاد ماركوس إلى فياريال في صيف عام 2010، على سبيل الإعارة، ولكن تم تعيينه إلى الفريق الاحتياطي في المستوى الثاني. وتابع المتنافسة في هذا المستوى في السنوات التالية، مع خيريز CD، بونفيرادينا وCE ساباديل FC.
في صيف عام 2015، الذين تتراوح أعمارهم بين 29، وانتقل ماركوس في الخارج لأول مرة، والانضمام إلى النادي البولندي Miedź يجنيكا. في كانون الثاني من العام التالي التحق اكستراكلاسا في البلاد، التوقيع مع Górnik Łęczna.
في سبتمبر عام 2016، انتقل ماركوس إلى دوري الأولى لكرة القدم المهنية (بلغاريا) مع PFC.
اللاعب ماركوس غارسيا بارينو على موقع كووورة، تاريخ الوصول: 2017-01-06.</ref>

## روابط خارجية
- ماركوس غارسيا بارينو على موقع الاتحاد الدولي (مؤرشف)  (الإنجليزية)
- ماركوس غارسيا بارينو على موقع قاعدة بيانات كرة القدم.إي يو (الإنجليزية)
- ماركوس غارسيا بارينو على موقع Soccerway.com (الإنجليزية)
- ماركوس غارسيا بارينو على موقع عالم كرة القدم.نت (الإنجليزية)
- ماركوس غارسيا بارينو على موقع كووورة
- ماركوس غارسيا بارينو على موقع AS.com (الإسبانية)